# 大野修
大野 修（おおの おさむ、1970年4月21日 - ）は、福島中央テレビの元男性アナウンサー、お天気キャスター。
埼玉県所沢市出身。血液型はO型。立教大学卒業。1997年福島中央テレビに入社。気象予報士・防災士の資格を持っている。
『ゴジてれシャトル』のスポーツコーナー・ニュースなどを担当、資格を生かし、同番組の「天気のツボ」も担当。『ゴジてれ Chu !』ではメインキャスターを務めているため天気予報は担当しないが、FCTウェブサイトでは「お天気特急便」と題した天気予報の解説を毎日（平日）更新していた。
2005年から2007年まで24時間テレビのローカル部分の企画では、福島県内を何キロにも亘ってゴミを拾って歩き、環境保全と温暖化防止を訴えた。この取り組みは環境省のチーム・マイナス6%にも紹介された。
2008年5月24日、福島中央テレビHPに掲載していたコラム「アナウンサー日記」で他人の9つのブログから計15件の盗用があったことが発覚。特に最近のコラムは丸写しだったことも判明し、同日夜、同局は謝罪会見を開いた。後日、同局は表現・報道に携わるものとしてあってはならない行為であるとして、大野に5月26日付で停職2ヶ月、別部署異動の処分を下した。また、大野の上司に当たる2名には問題発生を防ぐことができなかった監督責任を問うものとし、減給10％1ヶ月の処分が下された。。
2008年5月24日、本社業務部へ異動後、現在は東京支社業務部勤務。

## 過去の担当番組
- ゴジてれ Chu !(メインキャスター)
- FCTストレイトニュース
- FCTニュースなど